# Chillingham Castle
Chillingham Castle er et middelalderslot i Chillingham i den nordlige del af Northumberland. Det var sæde for Grey- og Bennet-familien fra 1400-tallet frem til 1980'erne, hvor det blev sir Humphry Wakefields hjem. Han er Bt. og er gift med et medlem af den oprindelige Grey-familie. Til bygningen hører en stor park med 90 stykker af den sjældne race Chillingham Cattle. Slottet er fredet af 1. grad.
Slottet markedsføres som det ældst beboede og mest hjemsøgte i Storbritannien.